# Przymus komunikacyjny
Przymus komunikacyjny (ang. "entry squeeze") to odmiana przymusu, w której jeden lub obaj obrońcy zmuszeni są do odrzucenia pozornie nieistotnej karty (lub kart), odrzucenie których daje jednak rozgrywającemu dodatkowe wejście do stołu bądź do ręki. Przymus komunikacyjny został po raz pierwszy opisany przez znakomitego teoretyka Gezę Ottlika w 1967 r., rok później został on uhonorowany nagrodą za najlepszy brydżowy artykuł roku. Poniższe przykłady pochodzą z tego artykułu:
```
                       ♠ W 10 8 4
                       
♥
 8 4 2
                       
♦
 K 6 5 2
                       ♣ 6 4
             ♠ 9 6 5 2            ♠ D 7 3
             
♥
 9 7 5 2            
♥
 A W 10
             
♦
 W                  
♦
 9 8 7 3
             ♣ W 10 9 7           ♣ K D 3
                       ♠ A K
                       
♥
 K D 6
                       
♦
 A D 10 4
                       ♣ A 8 5 2
```

E otworzył licytację 1♣ i S rozgrywa 3BA po wiście waletem trefl. Rozgrywający przepuszcza dwa trefle i bije trzeciego trefla asem. Gra teraz asa i damę karo dowiadując się o podziale kar 4-1 i singletonie walecie u W. Wpuszcza teraz gracza W treflem i w tej lewie gracz E staje w przymusie - nie może on sobie pozwolić na odrzucenie pika (rozgrywający zagra piki z góry i wejdzie do dziadka karem aby skorzystać z dobrych pików), nie może odrzucić kiera (rozgrywający przejdzie do dziadka karem i podegra kiery tylko raz, w następnej lewie przepuście kiera do asa obrońcy), musi więc odrzucić karo które wygląda na nieistotna kartę. W rzeczywistości, zrzutka ta wyrabia rozgrywającemu dwa wejścia do dziadka (może przejąć dziesiątkę karo królem, a później czwórkę szóstką) i umożliwi mu podwójne podegranie kierów. E zrzucając karo nie podarował rozgrywającemu żadnej lewy bezpośrednio (S miał zawsze cztery lewy karowe), ale dał mu możliwość takiego rozegrania koloru, które stworzyło dodatkowe wejście do stołu.
```
                       ♠ A 6 4
                       
♥
 10 6 5
                       
♦
 W 8 7 4
                       ♣ 9 4 2
             ♠ W 10 8             ♠ 9 7 5 2
             
♥
 D 7 4 2            
♥
 K 8 3
             
♦
 10 6 5 2           
♦
 D 9 3
             ♣ 7 6                ♣ 10 8 5
                       ♠ K D 3
                       
♥
 A W 9
                       
♦
 A K
                       ♣ A K D W 3
```

S rozgrywa 6BA po wiście ♠W. Rozgrywający bije pierwszą lewę damą i gra cztery trefle zrzucając ze stołu kiera.
```
                       ♠ A 6
                       
♥
 10 6
                       
♦
 W 8 7 4
                       ♣
             ♠ 10 8               ♠ 9 7 
             
♥
 D 7 4              
♥
 K 8 3
             
♦
 10 6 5             
♦
 D 9 3
             ♣                    ♣
                       ♠ K 3
                       
♥
 A W 9
                       
♦
 A K
                       ♣ 3
```

Ostatni trefl (ze stołu karo) stawia gracza W w przymusie, jeżeli będzie miał mniej niż 3 kiery to rozgrywający może zagrać jednego kiera z ręki i później wyrobić jedną lewę w tym kolorze, a jeżeli będzie miał mniej niż trzy kara to rozgrywający odegra kara i piki kończąc w stole i zaimpasuje kiera, po wzięciu lewy na damę W będzie zmuszony zagrać w kiera impasując króla partnera. W musi więc pozbyć się małego pika.
E także staje w przymusie po zagraniu ostatniego trefla - musi on trzymać w ręce trzy kiery i trzy kara, zmuszony jest więc do odrzucenia dwóch pików, a to pozwoli rozgrywającemu na wyjście z ręki królem pik i przejęcie go asem, aby później wejść do stołu szóstką pik w celu powtórnego impasu kier. Rozgrywający nie uzyskał dodatkowej lewy po odrzuceniu przez przeciwników ich pików, ale pozwoliło mu to na zyskanie dodatkowego wejścia do stołu w celu zaimpasowanie lewy w innym kolorze.